# Infant Annihilator
Infant Annihilator je anglická deathcorová kapela založená v roce 2012 bubeníkem Aaronem Kitcherem a kytaristou Eddiem Pickardem. Kapela je známá svým technickým, extrémním hudebním stylem. Jejich texty jsou parodicky a satiricky velmi přehnané.

## Historie

### The Palpable Leprosy of Pollution
Pickard a Kitcher společně psali a vytvářeli podomácku nahrávky pomocí nahrávacího softwaru na počítači. Napsali, nahráli a upravili instrumentální skladby pro své debutové album The Palpable Leprosy of Pollution. Po vydání instrumentálních písní online se pár setkal s americkým zpěvákem Danem Watsonem, který objevil Infant Annihilator na Facebooku. Brzy začali získávat virální popularitu – během měsíce vzrostli na přibližně 20 000 „lajků“ – s vydáním hudebního videa k jejich písni „Decapitation Fornication“.

### The Elysian Grandeval Galeriarch
Na konci roku 2014 Kitcher hrál se svou vedlejší kapelou na americkém turné a poprvé se osobně setkal se zpěvákem Dickiem Allenem. Poslech jeho vokálů osobně přesvědčil Kitchera, že se do kapely hodí. Infant Annihilator oznámili 1. června 2016 prostřednictvím sociálních sítí, že přivedli Dickieho Allena jako svého nového zpěváka. První album s novým zpěvákem, The Elysian Grandeval Galeriarch, se dostalo do několika žebříčků Billboard, včetně Top Heatseekers, Independent Albums, Top Album Sales, Top Rock Albums a Top Hard Rock Albums charts.

### The Battle of Yaldabaoth
Dne 25. července Zveřejnili Infant Annihilator na YouTube videoklip ke svému prvnímu singlu „Three Bastards“ spolu s datem vydání nadcházejícího alba, názvem, seznamem skladeb a informacemi o předobjednávce. The Battle of Yaldabaoth byl vydán 11. září.

## Členové
- Aaron Kitcher – bicí – (od r. 2012)
- Eddie Pickard – kytary – (od r. 2012)
- Dickie Allen – zpěv – (od r. 2014)

## Bývalí členové
- Dan Watson – zpěv – (2012–2013)